# Bait
Série
Deep Water
(2024)
Pour plus de détails, voir Fiche technique et Distribution.
Bait (Bait 3D) est un film d'horreur australo-singapourien en 3D de Kimble Rendall, sorti en 2012.

## Synopsis
Dans une ville côtière d'Australie, Josh est surveillant des plages et s'apprête à se fiancer avec Tina, la sœur de son collègue Rory. Mais un drame se déroule dans l'eau : un grand requin blanc attaque un baigneur, puis Rory. Josh lui porte secours en jet-ski mais malgré tout, Rory est tué par le requin.
Un an a passé : Josh, après avoir rompu avec Tina, travaille maintenant dans un supermarché et a pour collègues Naomi et Ryan. Son patron est Jessup et l'agent de sécurité est Colins. À l'extérieur, deux hommes, Doyle et Kirby, s'apprêtent à commettre un braquage. Dans le supermarché, Riley, la petite amie de Ryan, vole à l'étalage. Lorsqu'elle se fait prendre, son père policier Todd la ramène dans le parking où le couple Heather et Kyle se trouvent avec le chien Bully. Dans le magasin, Josh retrouve Tina rentrée avec son meilleur ami Steven. Le braquage a lieu au moment où Todd suivi de Riley reviennent dans les rayons. C'est alors qu'un tsunami ravage la côte et engloutit le supermarché.
Peu après, les survivants du supermarché se manifestent : il y a Josh, Tina, Doyle, Riley, Todd, Naomi, Jessup, Colins, Steven et un homme tatoué. Le complice de Doyle est apparemment mort car son cadavre au visage masqué flotte dans l'eau. Dans le parking inondé se trouvent Ryan, Heather, Kyle et le chien. Dans les rayonnages, alors que les survivants se sont réfugiés certains sur les rayons immergés et d'autres dans l'eau en train de chercher une sortie, un ballot de débris mouvant attire l'attention. Josh comprend qu'il s'agit d'un grand requin blanc. Les survivants remontent mais Colins est happé et tué.
Dans le parking, Ryan grimpe sur un amoncellement de voitures tandis qu'Heather et Kyle sont dans leur voiture. C'est alors que le trio s'aperçoit de la présence d'un second requin dans les eaux qui ceignent la voiture presque totalement immergée du couple. Dans les rayons, un câble électrique menace d'électrocuter tout le magasin car l'eau montante ne va pas tarder à l'atteindre. Steven décide d'aller à la zone de déchargement, blindé de débris pour se protéger du requin, pour arrêter le courant. De l'air lui parvient d'un tuyau mais il est trop court : Steven enlève le tuyau et débranche le courant mais ne peut remonter respirer car trop de charges pèsent sur lui et il meurt.
Dans le parking, Ryan distrait le requin le temps qu'Heather et Kyle atteignent la voiture de Ryan, plus immergée. Kyle laisse alors le chien Bully dans l'eau pour se sauver lui-même. Le chien a disparu. Dans le magasin, Josh et Doyle hissent Jessup jusqu'à un conduit d'aération pour qu'il tente de s'échapper mais le requin bondit et déchire le corps de Jessup en deux et ce dernier meurt. Dans le parking, Ryan tente de rejoindre Heather et Kyle en s'accrochant à un tuyau mais tombe dans l'eau. Le couple le remonte mais Kyle tombe en arrière dans l'eau et le requin le dévore.
Dans les rayons, les survivants décident de tenter de piéger le requin en l'appâtant avec un bout de viande de boucher et un crochet que récupère Riley pour éviter que son père y aille à sa place. Mais le requin ne se laisse pas tenter et l'homme tatoué prend en otage Naomi pour que ce soit elle qui attire le requin (l'on comprend alors que c'est lui Kirby, l'instigateur du braquage). Naomi est jetée dans l'eau mais Doyle parvient à embrocher Kirby et le jeter à l'eau où il se fait dévorer pendant que Naomi est remontée. Dans le parking, Bully le chien réapparait et Heather le prend.
Ryan envoie un signal en tapant dans un tuyau et dans le magasin, Riley et Josh décide d'aller au parking voir les autres survivants, ne craignant pas le requin qui est empalé par le crochet. Riley et Josh arrivent en nageant dans le parking et montent sur la voiture de Todd après les avertissements de Ryan et Heather. Quant au deuxième requin, il est tué par Josh grâce au fusil du père de Riley. Le quatuor remonte dans le magasin et avec les autres survivants, se serre contre l'amas de voiture car Doyle va provoquer une explosion électrique pour libérer une sortie. Le premier requin se défait du crochet et attaque Josh qui l'électrocute avec le « taser » de Todd. Doyle provoque l'explosion et le groupe sort à l'extérieur.
Les survivants sont donc : Josh, Tina, Doyle, Riley, Ryan, Heather, Naomi, Todd et le chien.

## Fiche technique
- Titre : Bait
- Titre original : Bait 3D
- Titre québécois : L'Appat
- Réalisation : Kimble Rendall
- Scénario : John Kim et Russell Mulcahy
- Direction artistique : Nicholas McCallum
- Décors : Jenny O'Connell
- Costumes : Phil Eagles
- Photographie : Ross Emery
- Son : Robert Mackenzie
- Montage : Rodrigo Balart
- Musique : Joe Ng et Alex Oh
- Production : Peter Barber, Todd Fellman et Gary Hamilton
- Société(s) de production : Bait Productions, Blackmagic Design Films, Media Development Authority, Pictures in Paradise, Screen Australia et Story Bridge Films
- Société(s) de distribution :  Paramount Pictures
- Budget :
- Pays d'origine :  Australie et  Singapour
- Langue : anglais
- Format : Couleurs - 35mm - 1.85:1 - Son Dolby numérique
- Genre : horreur, action et fantastique
- Durée : 91 minutes
- Dates de sortie :
  -  Italie : 5 septembre 2012
  -  États-Unis : 9 septembre 2012
  -  France : 5 juin 2013 en vidéo
- Interdit aux moins de 12 ans

## Distribution
- Julian McMahon (VF : Arnaud Arbessier ; VQ : Pierre Auger) : Doyle
- Xavier Samuel (VF : Yoann Sover ; VQ : Gabriel Lessard)[1] : Josh
- Sharni Vinson (VF : Élisabeth Ventura ; VQ : Hélène Mondoux) : Tina
- Phoebe Tonkin (VF : Olivia Luccioni ; VQ : Stéfanie Dolan) : Riley
- Martin Sacks (en) (VF : Stefan Godin) : Todd, le père de Riley
- Alex Russell (VF : Brice Ournac ; VQ : Patrice Dubois) : Ryan, le boyfriend de Riley
- Cariba Heine (VF : Ingrid Donnadieu ; VQ : Kim Jalabert) : Heather
- Lincoln Lewis (VF : Jim Redler) : Kyle
- Alice Parkinson (VF : Josiane Pinson) : Naomi
- Qi Yuwu (VF : Anatole Thibault) : Steven
- Adrian Pang (en) (VF : Benoît DuPac) : Jessup, le patron du magasin
- Damien Garvey (en) : Colins, l'agent de sécurité
- Dan Wyllie (en) (VF : Emmanuel Karsen) : Kirby
- Richard Brancatisano (VF : Pascal Grull ; VQ : Alexandre Fortin) : Rory, le frère de Tina
- Chris Bettis : Lockie

## Suite
A la sortie du film, une suite est annoncée sous le titre de Deep Water : le postulat est centré sur un avion qui, lors de son vol reliant la Chine à l'Australie, s'écrase dans l'océan Pacifique. Le long-métrage est abandonné en mars 2014 en raison de « similitudes inconfortables » avec la disparition du Malaysia Airlines 370,.
Cependant, en mai 2023, Gene Simmons et Gary Hamilton (le président d'Arclight Films) fondent la société Simmons/Hamilton Productions. Ils relancent alors le projet Deep Water et Renny Harlin est annoncé comme réalisateur avec le duo Aaron Eckhart/Ben Kingsley en tête d'affiche. Le tournage débute en décembre de la même année en Nouvelle-Zélande puis à Grande Canarie.